# 埃里克·弗伦策尔
埃里克·弗伦策尔（德語：Eric Frenzel，1988年11月21日—），德国男子北欧两项运动员。他曾代表德国参加2010年、2014年、2018年和2022年冬季奥林匹克运动会北欧两项比赛，获得三枚金牌、二枚银牌和二枚铜牌。